# El Qubeibeh
El Qubeibeh (oft auch nur Qubeibeh, nach englischer Umschrift Al-Qubeiba, arabisch القبيبة) ist eine kleine Stadt im Gouvernement Jerusalem, einem Gouvernement der Palästinensischen Autonomiebehörde im Westjordanland. Sie gehört zur B-Zone im Sinne des Oslo-II-Abkommens.

## Geografische Lage
El Qubeibeh liegt nahe der konfliktreich umstrittenen Grenze zu Israel nahe Ramallah. Fünf Kilometer südöstlich liegt die israelische Siedlung Giv’on HaHadashah; die Städte in der Umgebung sind Biddu (östlich), Beit ’Anan (nordwestlich), Qatanna (südwestlich) und Kharayib Umm al-Lahim (westlich). Die Umgebung ist ländlich, hügelig und von Oliven- und anderen Bäumen geprägt.

## Geschichte
Die Besiedlung geht auf die Kreuzfahrerzeit zurück (Parva Mahomeria). Im 13. Jahrhundert wurde der Ort, nun unter franziskanischer Aufsicht, zunehmend zum Ziel christlicher Pilger als möglicher Ort für das neutestamentliche Emmaus.
1876 kaufte eine Vorgängerorganisation des Deutschen Vereins vom Heiligen Lande (DVHL) hier Gelände, um die römisch-katholische Präsenz im Heiligen Land zu stärken und errichtete hier ein Hospiz für Pilger. Dieses bestand bis zum Zweiten Weltkrieg.

## Christentum heute
Die katholische Kirche St. Kleopas ist eine wiederaufgebaute Kirche der Kreuzfahrer und heutige Klosterkirche der Franziskaner.
In der Liegenschaft des DVHL betreiben Salvatorianerinnen seit 1973 ein Altenpflegeheim und seit 2007 ist hier die Fakultät für Pflege- und Gesundheitswissenschaften, die der katholischen Universität Bethlehem untersteht, angesiedelt ist. Bundespräsident Frank-Walter Steinmeier war hier am 9. Mai 2017 bei seinem Auslandsbesuch zu Gast. 2017 wurde der Menschenrechtspreis des Landes Oberösterreich an die Hausgemeinschaft des Beit Emmaus verliehen.

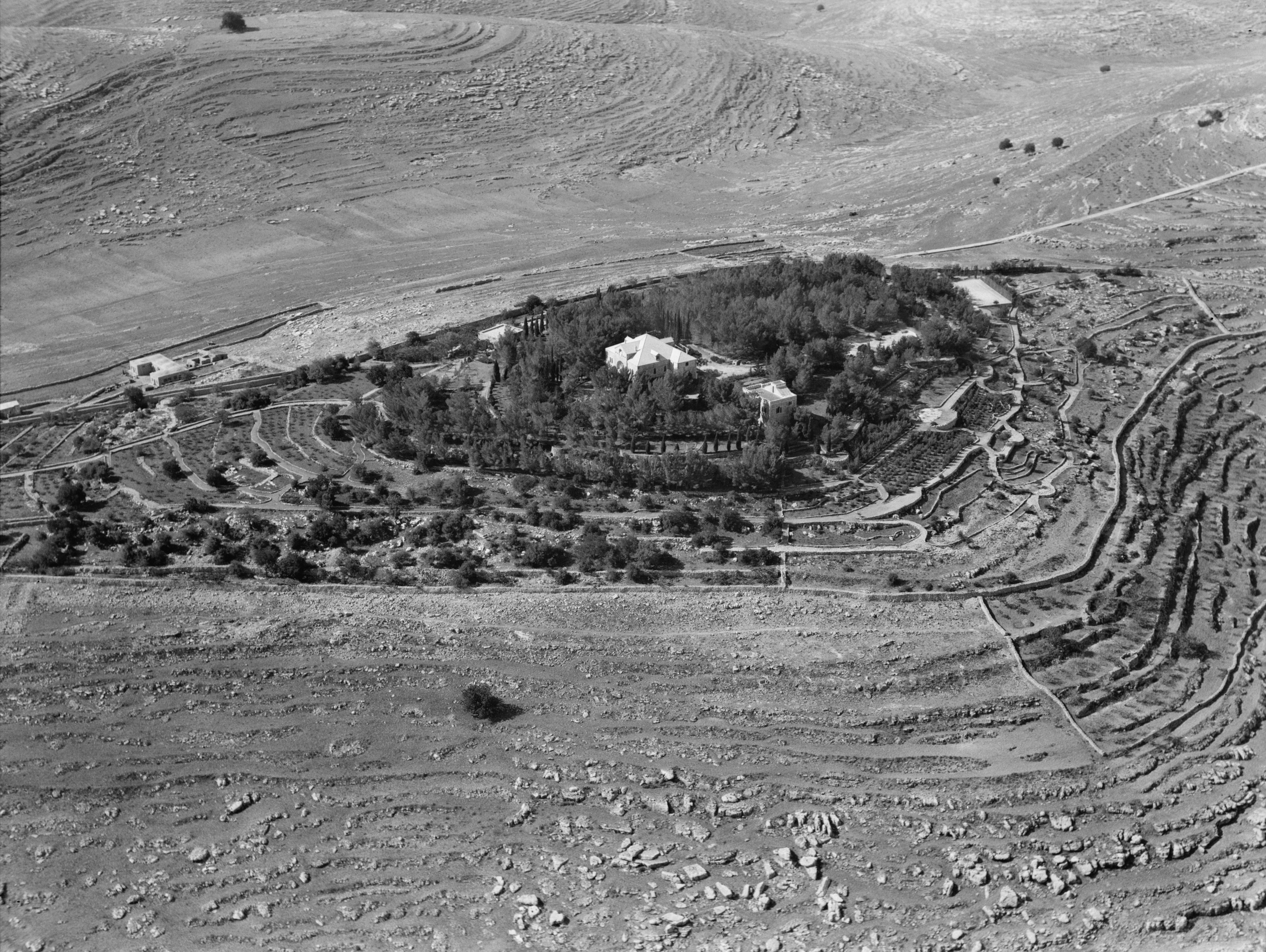
Beit Emmaus des Deutschen Vereins vom Heiligen Land 1931 aus der Luft